# Eduard von Liebert

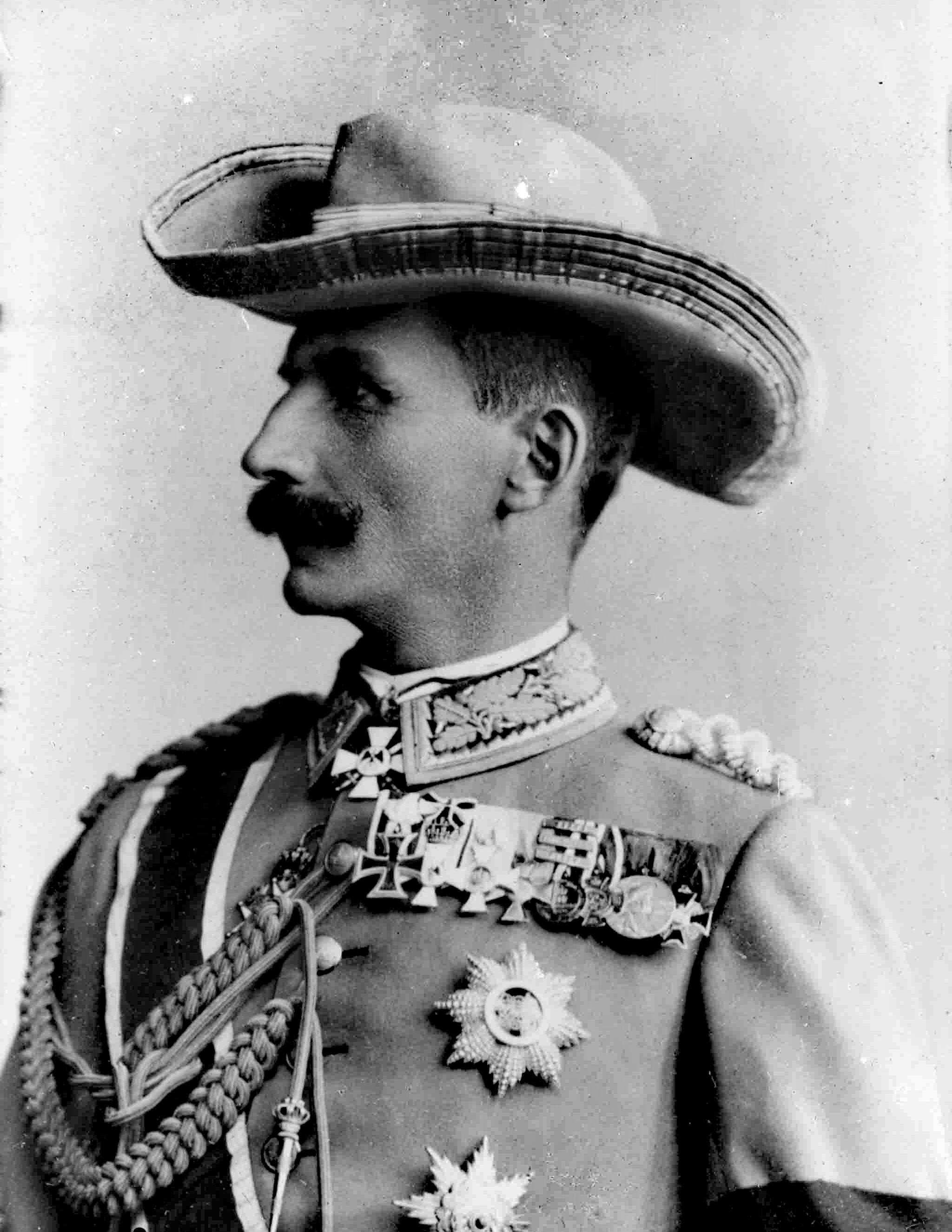
Eduard von Liebert

Eduard Wilhelm Hans von Liebert (16 tháng 4 năm 1850 tại Rendsburg – 14 tháng 11 năm 1934 tại Tscheidt) là một sĩ quan quân đội Phổ, đã được thăng đến cấp Thượng tướng Bộ binh, đồng thời là một nhà chính trị và tác giả quân sự. Ông từng tham chiến trong cuộc Chiến tranh Pháp-Đức (1870 – 1871) và Chiến tranh thế giới thứ nhất (1914 – 1918).

## Gia đình
Liebert sinh vào tháng 4 năm 1850, trong một gia đình ở Schlesien. Ông nội của ông là Johann Karl Sigismund Liebert, một bác sĩ có tên tuổi tại Langenbielau ở Hạ Schlesien. Vào ngày 29 tháng 4 năm 1876, tại Kiel, Liebert kết hôn lần thứ nhất với Helene Dittmer (14 tháng 2 năm 1856 tại Grönwold, Holstein – 3 tháng 10 năm 1898 tại Berlin); cuộc hôn nhân này mang lại cho ông một người con gái là Elsa (1877 – sau 1941). Về sau này, Liebert tái giá.
Vào ngày 1 tháng 1 năm 1900, tại kinh đô Berlin, Liebert được ban địa vị quý tộc di truyền của Phổ. Tuy nhiên, dòng họ của ông bị tuyệt hậu khi con gái ông là Elsa qua đời vào khoảng năm 1941.

## Tiểu sử
Thuở trẻ, ông được giáo dưỡng trong đội thiếu sinh quân. Vào ngày 13 tháng 6 năm 1866, Liebert gia nhập Trung đoàn Bộ binh số 58 với cấp bậc Chuẩn úy. Tiếp theo đó, vào ngày 6 tháng 8 năm 1866, ông lên quân hàm Thiếu úy và không lâu sau, ông tham chiến trong cuộc Chiến tranh Pháp-Đức (1870 – 1871) với chức vụ sĩ quan phụ tá của Tiểu đoàn II, và được tặng thưởng Huân chương Thập tự Sắt hạng II.
Vào ngày 13 tháng 7 năm 1872, ông được thăng cấp hàm Trung úy, sau đó ông trở thành giảng viên Trường Quân sự (Kriegsschule) Hannover vào năm 1876 rồi được thăng hàm Đại úy vào ngày 17 tháng 9 năm 1878. Đến năm 1881, ông được bổ nhiệm vào Bộ Tổng tham mưu ở Berlin, rồi được thăng quân hàm Thiếu tá vào ngày 20 tháng 2 năm 1886 và Thượng tá vào ngày 16 tháng 5 năm 1891. Vào ngày 28 tháng 7 năm 1892, ông được lãnh chức Tham mưu trưởng của Quân đoàn X tại Hannover, và trên cương vị này ông đã tiến hành một chuyến khảo sát thông tin dài ngày đến Đông Phi thuộc Đức. Đến ngày 14 tháng 5 năm 1894, ông lên cấp hàm Đại tá và được nhậm chức Trung đoàn trưởng của Trung đoàn Phóng lựu số 12 "Vương tử Carl của Phổ" (số 2 Brandenburg) tại Frankfurt (Oder).
Vào năm 1896, với quân hàm Thiếu tướng, ông được giao nhiệm vụ Tư lệnh Lực lượng Bảo hộ của Đế quốc Đức ở Đông Phi và vào năm 1897, ông được cử làm Toàn quyền của thuộc địa này, thay thế cho Hermann von Wissmann. Do áp đặt sưu cao thuế nặng, vị Toàn quyền trở nên bị căm phẫn và điều này khiến cho ông sớm bị huyền chức vào năm 1901. Vào ngày 9 tháng 4 năm 1901, ông được lãnh tạm quyền chỉ huy (Führung) Sư đoàn số 6 tại Brandenburg an der Havel, thay thế cho Bruno Joas. Tiếp theo đó, ông được phong cấp hàm Trung tướng đồng thời được bổ nhiệm chức Sư đoàn trưởng vào ngày 18 tháng 5 năm 1901. Ông chỉ huy sư đoàn này cho đến ngày 6 tháng 4 năm 1903 rồi xuất ngũ (zur Disposition).
Sau khi từ giã quân đội, ông chuyển sang hoạt động chính trị. Vào năm 1904, ông trở thành vị Chủ tịch sáng lập của Liên minh Đế chế chống Dân chủ Xã hội tại Berlin, đồng thời là thành viên Nhánh trưởng của Liên hiệp Đại Đức và Ủy ban của Hiệp hội Thuộc địa Đức. Vào năm 1909, ông là một trong những người thành lập tổ chức cánh hữu Liên hiệp Phụ nữ Đức (Deutschen Frauenbunds). Kể từ năm 1907 cho đến năm 1914, ông là thành viên Quốc hội với vai trò là Đại biểu Đảng Bảo thủ Tự do và Đế chế (RFKP).
Sau khi cuộc Chiến tranh thế giới thứ nhất bùng nổ, Liebert được triệu hồi vào ngày 4 tháng 10 năm 1914 và được phong làm Toàn quyền Łódź tại Ba Lan. Ông chỉ đảm nhiệm cương vị này cho đến ngày 7 tháng 11 thì được rời khỏi chức vụ của mình và xuất ngũ. Tuy nhiên, ông lại được triệu hồi vào ngày 14 tháng 1 năm 1915 và được chuyển vào Mặt trận phía Tây để đảm nhiệm chức vụ Sư trưởng của Sư đoàn Trừ bị số 15. Trên cương vị này, ông đã được Đức hoàng Wilhelm II phong cấp bậc Danh dự (Charakter) Thượng tướng Bộ binh vào ngày 27 tháng 1 năm 1916. Đến ngày 25 tháng 2 năm 1917, ông được nhận văn bằng chính thức xác nhận cấp hàm của ông, đồng thời được bổ nhiệm làm Tư lệnh Bộ Chỉ huy Lực lượng Đặc biệt số 54 (Generalkommandos z.b.V. Nr. 54). Trên cương vị này, Liebert đã góp phần đẩy lui các cuộc tấn công của quân đội Pháp nhằm vào Tập đoàn quân số 7 của Đức dọc theo sông Aisne, và những thắng lợi của ông trong chiến dịch này đã khiến cho ông được tặng thưởng Huân chương Quân công cao quý nhất của Phổ vào ngày 6 tháng 6 năm 1917. Nhưng, do đã qua sinh nhật thứ 67 của mình, vào ngày 17 tháng 6 năm đó, Liebert được rời khỏi chức vụ của mình và xuất ngũ lần cuối cùng.
Bước sang năm sau, ông gia nhập Viện Quý tộc Phổ (1918), không lâu trước khi viện này giải thể vào năm 1918.
Liebert cũng là một tác giả quân sự và có lần ông đã đặt cho mình bút danh Samarticus. Trong các công trình nghiên cứu của ông có tiểu sử các danh tướng Gneisenau và Moltke.
Vào năm 1929, ông gia nhập Đảng Công nhân Đức Quốc gia Xã hội Chủ nghĩa đang trên đà phát triển, và từ trần 5 năm sau đó (1934) tại Hạ Schlesien.

## Một số tác phẩm
- Deutschland Heldenzeit 1870/71. Schlachtschilderungen (1914)
- Feldmarschall Neithardt von Gneisenau. Ein Lebensbild (1914)
- Generalfeldmarschall Graf Hellmuth von Moltke. Eine Lebensskizze (1914)
- Aus einem bewegten Leben. Erinnerungen (1925)